# La Femme à la fenêtre
Pour plus de détails, voir Fiche technique et Distribution.
La Femme à la fenêtre (The Woman in the Window) est un thriller psychologique américain réalisé par Joe Wright, sorti en 2021 sur Netflix.
Il s'agit d'une adaptation du roman du même nom d'A. J. Finn.
Initialement prévu pour être distribué en salles par Walt Disney Pictures, le film est finalement diffusé sur Netflix en raison de la pandémie de Covid-19 ayant entraîné la fermeture des salles de cinéma.

## Synopsis
Au 101e Rue Ouest, Anna Fox, psychologue pour enfants, habite recluse dans sa maison. Agoraphobe, elle est dans l'incapacité de sortir de sa maison. Alors que la famille modèle des Russell emménage, Anna est témoin du meurtre de Jane Russell. Étant victime d’hallucinations dues à ses médicaments et des regards malveillants des personnes de son entourage, la psychologue va devoir faire face à une mascarade liée au crime dont elle a été témoin.

## Fiche technique
- Titre original : The Woman in the Window
- Titre français : La Femme à la fenêtre
- Réalisation : Joe Wright
- Scénario : Tracy Letts, d'après le roman du même nom d'A. J. Finn
- Musique : Danny Elfman
- Photographie : Bruno Delbonnel
- Décors : Kevin Thompson
- Costumes : Albert Wolsky
- Montage : Valerio Bonelli
- Production : Eli Bush et Scott Rudin
- Société de production : 20th Century Studios, Fox 2000 Pictures et Scott Rudin Productions
- Société de distribution : Netflix
- Pays de production :  États-Unis
- Langue originale : anglais
- Format : couleur — 2,35:1
- Genre : thriller, drame
- Durée : 101 minutes
- Date de sortie :
  -  Mondial : 14 mai 2021 sur Netflix
- Classification[1] :
  - États-Unis : R - Restricted
  - France : interdit aux moins de 16 ans (classification Netflix)

## Distribution
- Amy Adams (VF : Chloé Berthier) : Dr Anna Fox
- Gary Oldman (VF : Marc Duret) : Alistair Russell
- Fred Hechinger (VF : Julien Crampon) : Ethan Russell
- Julianne Moore (VF : Ivana Coppola) : Katherine « Katie » Melli
- Wyatt Russell (VF : Adrien Antoine) : David Winter
- Jennifer Jason Leigh (VF : Marie-Laure Dougnac) : Jane Russell
- Tracy Letts (VF : Pascal Casanova) : Dr Karl Lendy, le psychologue de Anna
- Anthony Mackie (VF : Jean-Baptiste Anoumon) : Edward « Ed » Fox
- Brian Tyree Henry (VF : Daniel Lobé) : l'inspecteur Little
- Jeanine Serralles : l'inspectrice Norelli
- Mariah Bozeman : Olivia Fox
- Liza Colón-Zayas : Bina

## Production

### Genèse et développement
En septembre 2016, Fox 2000 Pictures acquiert les droits d'adaptation cinématographique du roman d'A. J. Finn. En mars 2018, il est annoncé que Joe Wright réalisera le film, sur un scénario de Tracy Letts. Scott Rudin et Eli Bush sont annoncés comme producteurs. En avril 2018, Amy Adams rejoint la distribution dans le rôle principal.
En juillet 2018, Julianne Moore, Wyatt Russell, Gary Oldman et Brian Tyree Henry sont confirmés,,,. En août 2018, Fred Hechinger et Anthony Mackie sont annoncés,.
Il s'agit du dernier film produit par Fox 2000 Pictures, filiale de la 20th Century Fox, avant sa fermeture par Disney à la suite de l'acquisition de 21st Century Fox par Disney.
La musique du film devait initialement être composée par Trent Reznor et Atticus Ross. Ces derniers ont quitté le projet en décembre 2019 pour divergences artistiques, après les changements demandés par le studio à la suite de projections tests négatives. C'est Danny Elfman qui les remplace.

### Tournage
Le tournage débute en août 2018 à New York,. Il s'achève fin octobre 2018.

## Accueil

### Sortie
Le 20 août 2019, Walt Disney Studios annonce repousser au 15 mai 2020 les dates de sortie de plusieurs films, dont La Femme à la fenêtre initialement prévu en salles le 4 octobre 2019,.
En raison de la pandémie de Covid-19, le film sort finalement le 14 mai 2021 sur Netflix.

### Critique
Le film reçoit des critiques globalement très négatives à sa sortie. Sur l'agrégateur américain Rotten Tomatoes, il récolte 26% d'opinions favorables pour 266 critiques et une note moyenne de 4,61⁄10. Le site établit le consensus suivant : « Thriller mollasson et brouillon qui se noie dans ses hommages endiablés, La Femme à la fenêtre fera fermer les rideaux du public ». Sur Metacritic, il obtient une note moyenne de 41⁄100 pour 39 critiques.
En France, le film obtient une note moyenne de 2,5⁄5 sur le site AlloCiné, qui recense 10 titres de presse.

## Distinctions
Sauf indication contraire, les informations mentionnées dans cette section peuvent être confirmées par la base de données cinématographiques IMDb,  présente dans la section « Liens externes ».
Le film a été nommé dans cinq catégories des Razzie Awards en 2022, sans pour autant obtenir de prix :
- Pire film
- Pire actrice pour Amy Adams
- Pire préquelle, remake, reboot ou suite
- Pire réalisateur pour Joe Wright
- Pire scénario pour Tracy Letts et A. J. Finn

Amy Adams a obtenu une nomination du Alliance of Women Film Journalists dans la catégorie Actrice qui a le plus besoin d'un nouvel agent, partagé avec sa performance dans Cher Evan Hansen, prix finalement remporté par Melissa McCarthy pour sa prestation dans Lilly et l'oiseau.